# Halictus beytueschebapensis
Halictus beytueschebapensis là một loài Hymenoptera trong họ Halictidae. Loài này được Klaus Warncke mô tả khoa học năm 1984.